# Spektrin

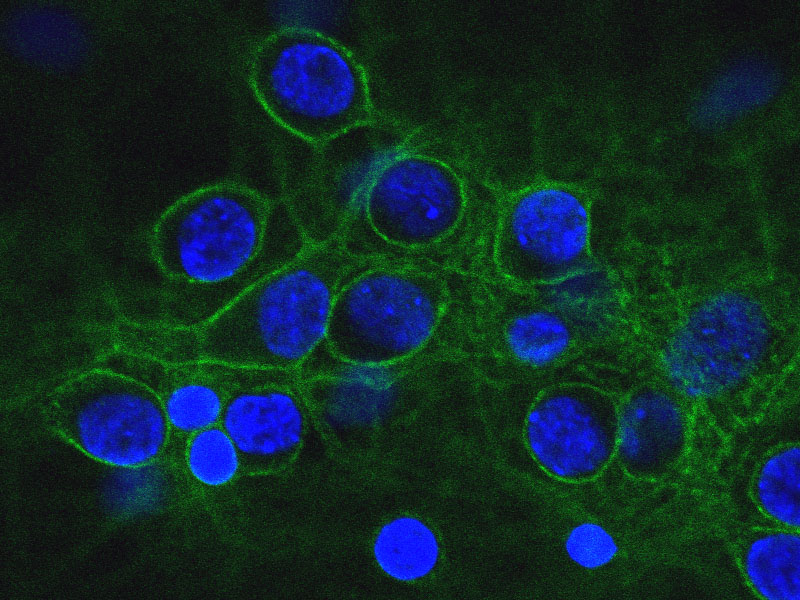
Lokalizace spektrinu (zeleně) v nervových buňkách

Spektrin je velký protein tvořící součást cytoskeletární sítě pod plazmatickou membránou. Udržuje tvar a pružnost této membrány. V aminokyselinové sekvenci se nachází 106 tzv. spektrinových repeatů, které umožňují zaujmout strukturu pružné trojšroubovice. Spektrin α a β spolu navíc tvoří heterodimer a dále agregují do rozsáhlých polymerů obepínajících celou buňku.